# Symmetrische cryptografie
Symmetrische cryptografie is de cryptografie, waarbij dezelfde sleutel voor zowel het versleutelen van de klare tekst naar de cijfertekst als voor het ontsleutelen wordt gebruikt. Enkele voorbeelden van symmetrische systemen zijn de klassieke handcijfers en de modernere computeralgoritmes AES, 3DES, IDEA en RC4. Symmetrische cryptografie vraagt minder rekenwerk en is sneller dan asymmetrische cryptografie, waardoor het de voorkeur heeft voor grote bestanden of hoge datasnelheden.
De gebruikte sleutel wordt een symmetrische sleutel genoemd, een sessiesleutel is daar een voorbeeld van.

## Groepen
Symmetrische systemen zijn minder geschikt voor groepen: zodra er drie partijen in het geding zijn, kan men niet meer vaststellen wie de verzender van het bericht is geweest, omdat beide andere partijen de verzendsleutel hebben, die identiek is. Voor dergelijke authenticatie gebruikt men vaak asymmetrische cryptografie.
Een bijkomend nadeel is de hoeveelheid benodigde sleutels. Als bijvoorbeeld ieder individu van een groep van 10 verschillende personen met ieder ander lid van de groep wil communiceren met behulp van een sleutelcombinatie, dan zijn er 45 sleutels nodig. Het aantal sleutels {\displaystyle y}, dat nodig is met {\displaystyle n} personen in de groep, is {\displaystyle y={\tfrac {1}{2}}n(n-1)}.

## Voorbeelden
- handcijfer
- Data Encryption Standard
- International Data Encryption Algorithm
- RC4
- Rijndael